# Jimmy Conrad
James Conrad, mais conhecido como Jimmy Conrad (Arcadia, 12 de fevereiro de 1977) é um ex-futebolista estadunidense que atuava como zagueiro, seu último clube foi o extinto Chivas USA. Disputou a Copa do Mundo de 2006 pela seleção do Estados Unidos. Ficou bastante famoso no Brasil por ser o primeiro entrevistado do programa Bolívia Talk Show, do Desimpedidos. Atualmente tem um canal no Youtube
Atualmente é o treinador do San Francisco Glens, da USL League Two e a San Francisco Soccer Football League.

## Escola secundária e faculdade
Nascido em Arcadia, Califórnia, Conrad frequentou a Temple City High School em Temple City, Califórnia, e era um zagueiro destaque no futebol. Conrad jogou na Universidade Estadual de San Diego em 1994 e 1995, e depois transferiu-se para a Universidade da Califórnia, Los Angeles. Ao jogar para a UCLA, ele era membro da equipe do Campeonato NCAA de 1997.

## Profissional
Conrad teve uma passagem sem sucesso com o Los Angeles Galaxy. No entanto, a equipe de treinamento do Galaxy recomendou que ele jogasse por uma de suas equipes de divisão inferior afiliadas. Conseqüentemente, Conrad entrou em contato com o agora extinto San Diego Flash da A-League que lhe deu um contrato. Em 1999, Brian Quinn tornou-se o treinador principal do San Jose Clash (hoje San José Earthquakes). Quando Quinn começou a procurar por um defensor e goleiro adicional para o Clash, Ralf Wilhelms, treinador principal do Flash e ex-companheiro de Quinn no San Diego Sockers, recomendou o goleiro, Conrad e Flash Joe Cannon. O Clash assinou com Conrad naquele ano. Ele jogou com o clube por quatro temporadas, ajudando-os para a MLS Cup em 2001. Em 2000, ele também jogou pelo Lech Poznań na Polônia.
Em 2003, Conrad foi negociado com os Kansas City Wizards para uma seleção de testes de segunda rodada, que os 'Quakes costumavam selecionar Arturo Alvarez. O destaque de Conrad subiu enquanto estava com Kansas City; nunca foi um grande artilheiro, ele marcou quatro gols durante sua primeira temporada (ele tem dez na carreira da MLS). Em 2004, ele ajudou os Wizards no US Open e na final da Copa da MLS como líder da defesa mais disputada da liga e foi nomeado para o Melhor sub-21 da liga e foi finalista do Prêmio MLS Defender of the Year. Ele ganhou o prêmio um ano depois.
Apesar dos rumores de uma possível transferência europeia após a decepcionante temporada de 2006 dos Wizards, Conrad renovou seu contrato com os Wizards a partir da temporada de 2007, e o novo treinador Curt Onalfo o recompensou com a capitania do clube.
Conrad estava fora do contrato após a temporada da MLS de 2010 e eleito para participar do Draft 2010 Re-Entry MLS. Em 15 de dezembro de 2010, Conrad foi selecionado pela Chivas USA no estágio 2 dos testes de reentrada. Ele fez sua estréia e marcou seu primeiro tento para o seu novo time em 19 de março de 2011 em seu primeiro jogo da temporada MLS 2011 - ironicamente contra seu antigo clube, o Kansas City Wizards.
Depois de lutar com lesões durante a temporada de 2011, e sofrendo de efeitos colaterais de seis contusões, Jimmy Conrad anunciou sua aposentadoria do futebol profissional em 18 de agosto de 2011.
Em 2018 ainda participou na supercopa Desimpedidos atuando pela seleção Belga.

## Internacional
Conrad recebeu sua primeira capitania na equipe nacional dos Estados Unidos no dia 7 de julho de 2005, em um jogo da Copa Ouro contra Cuba. Menos de um ano depois, Conrad fez parte da lista de convocados dos EUA para a Copa do Mundo de 2006. Na Alemanha, Conrad entrou como um substituto contra a Itália no empate 1-1 da equipe com os eventuais campeões e jogou todos os noventa minutos contra Gana. Em 20 de janeiro de 2007, Conrad capitaneou a equipe nacional pela segunda vez, onde os Estados Unidos hospedaram um amistoso internacional com a Dinamarca. Os EUA ganharam essa partida por 3-1. Em 7 de fevereiro de 2007, em um amistoso internacional com o México, Conrad foi nomeado o Homem do Jogo. Ele marcou o seu primeiro gol para os EUA aos cinquenta segundos dessa partida. Em 25 de junho de 2009, depois de não ter jogado com a seleção nacional na qualificação anterior, Conrad foi nomeado para o time dos EUA para a próxima Copa Ouro da CONCACAF.